# Öskemen

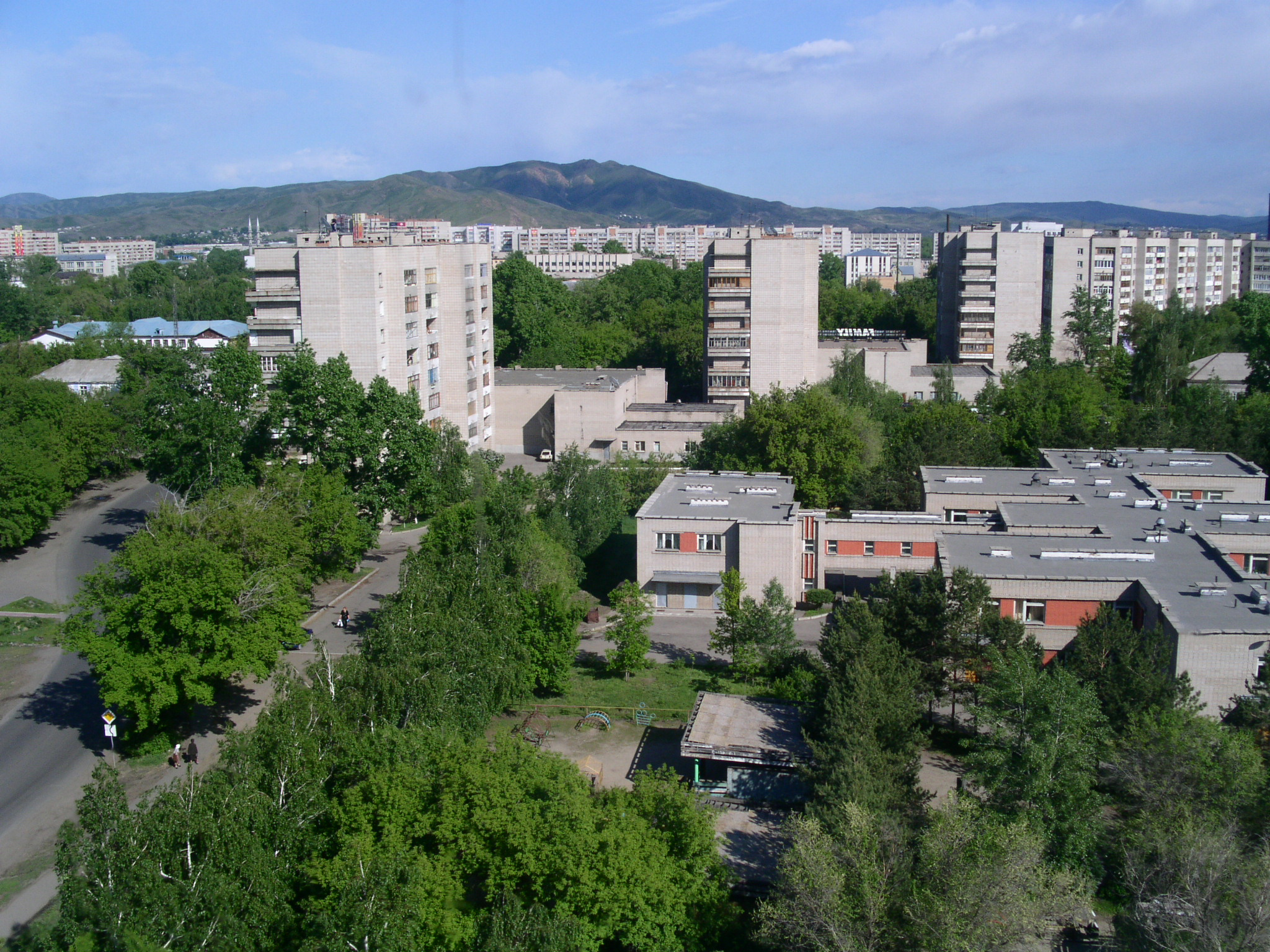
Oskemen

Öskemen (em cazaque:  Өскемен/ؤسکەمەن) ou Ust-Kamenogorsk (em russo:  Усть-Каменого́рск)  é uma cidade localizada no leste do Cazaquistão fundada em 1720, com área de 283 300 km². É a capital da província do Cazaquistão Oriental.

## História
Foi fundada em 1720 na confluência dos rios Irtich e Ulba como um entreposto comercial chamado Ust-Kamennaya. A cidade foi fundada em 1720 sob ordem do imperador russo Pedro o Grande, que enviou uma expedição militar liderada pelo major Ivan Vasilievich Likharev.